# عزبة سعادة
قرية عزبة سعادة هي إحدى القرى التابعة لمركز شبراخيت في محافظة البحيرة في جمهورية مصر العربية. حسب إحصاءات سنة 2006، بلغ إجمالي السكان في عزبة سعادة 478 نسمة، منهم 254 رجل و224 امرأة.